# Halme caerulescens
Halme caerulescens är en skalbaggsart som beskrevs av Charles Joseph Gahan 1906. Halme caerulescens ingår i släktet Halme och familjen långhorningar. Inga underarter finns listade i Catalogue of Life.